# Гулоян, Мурад Арамович
Мура́д Ара́мович Гулоя́н (арм. Մուրադ Գուլոյան, 27 февраля 1956, село Ариндж, Котайкский район) — армянский политический и государственный деятель.
- 1985 — окончил Московский кооперативный институт. Товаровед.
- 1975—1977 — служил в армии.
- 1985—1992 — работал в Абовянском райкоопе старшим товароведом, заведующим отделом торговли, директором торгового центра.
- С 1993 — председатель ассоциации «Котайк».
- С 2002 — председатель торгового ООО «Милта».
- 2003—2007 — депутат парламента. Член постоянной комиссии по социальным вопросам, по вопросам здравоохранения и охраны природы. Член «РПА».
- 12 мая 2007 — избран депутатом парламента. Член постоянной комиссии по финансово-кредитным и бюджетным вопросам. Член партии «Процветающая Армения».